# 2014-es Apertura mexikói labdarúgó-bajnokság (első osztály)
A mexikói labdarúgó-bajnokság első osztályának 2014-es Apertura szezonja 18 csapat részvételével 2014. július 18-tól december 14-ig tartott. A bajnokságot a mexikóvárosi Club América nyerte meg, amelynek ez volt a 12. győzelme, így egyedüli csúcstartóvá lépett elő. A második helyen a Tigres de la UANL végzett, a bajnoksággal párhuzamosan zajló kupát a Santos Laguna hódította el. A gólkirály 12 góllal holtversenyben a León játékosa, Mauro Boselli, a Querétaróban szereplő Camilo Sanvezzo és a monterreyi Dorlan Pabón lett.

## Előzmények
Az előző szezont, a 2014-es Clausurát a León nyerte meg, az első osztályból kiesett az Atlante, a másodosztályból feljutott a Leones Negros.

## Csapatok
| Csapat                       | Város              | Állam              | Stadion                | Edző (a szezon elején) |
| ---------------------------- | ------------------ | ------------------ | ---------------------- | ---------------------- |
| América                      | Mexikóváros        | Szövetségi kerület | Azteca                 | Antonio Mohamed        |
| Atlas                        | Guadalajara        | Jalisco            | Jalisco                | Tomás Boy              |
| Chiapas                      | Tuxtla Gutiérrez   | Chiapas            | Víctor Manuel Reyna    | Sergio Bueno           |
| Cruz Azul                    | Mexikóváros        | Szövetségi Kerület | Azul                   | Luis Fernando Tena     |
| Guadalajara                  | Guadalajara        | Jalisco            | Omnilife               | Carlos Bustos          |
| León                         | León               | Guanajuato         | León                   | Gustavo Matosas        |
| Leones Negros                | Guadalajara        | Jalisco            | Jalisco                | Alfonso Sosa           |
| Monarcas Morelia             | Morelia            | Michoacán          | Morelos                | Ángel Comizzo          |
| Monterrey                    | Monterrey          | Új-León            | Tecnológico            | Carlos Leonardo Barra  |
| Pachuca                      | Pachuca de Soto    | Hidalgo            | Hidalgo                | Enrique Meza           |
| Puebla                       | Puebla de Zaragoza | Puebla             | Cuauhtémoc             | Rubén Omar Romano      |
| Pumas (Universidad Nacional) | Mexikóváros        | Szövetségi Kerület | Olímpico Universitario | José Luis Trejo        |
| Querétaro                    | Querétaro          | Querétaro          | Corregidora            | Ignacio Ambriz         |
| Santos Laguna                | Torreón            | Coahuila           | TSM Corona             | Pedro Caixinha         |
| Tigres                       | Monterrey          | Új-León            | Universitario          | Ricardo Ferretti       |
| Tijuana                      | Tijuana            | Alsó-Kalifornia    | Caliente               | César Farías           |
| Toluca                       | Toluca de Lerdo    | México             | Nemesio Díez           | José Saturnino Cardozo |
| Veracruz                     | Veracruz           | Veracruz           | Luis de la Fuente      | Cristóbal Ortega       |

## Az alapszakasz végeredménye
Az alapszakasz 17 fordulóból állt, az első nyolc jutott be a rájátszásba.
| #   | Csapat              | M  | GY | D  | V  | G+ – G– | GK  | P  | Megjegyzések |
| --- | ------------------- | -- | -- | -- | -- | ------- | --- | -- | ------------ |
| 1.  | América (B)         | 17 | 9  | 4  | 4  | 28–18   | +10 | 31 |              |
| 2.  | Tigres              | 17 | 8  | 7  | 2  | 25–17   | +8  | 31 |              |
| 3.  | Atlas               | 17 | 9  | 4  | 4  | 22–20   | +2  | 31 |              |
| 4.  | Toluca              | 17 | 8  | 5  | 4  | 24–18   | +6  | 29 |              |
| 5.  | Chiapas             | 17 | 7  | 7  | 3  | 24–20   | +4  | 28 |              |
| 6.  | Monterrey           | 17 | 8  | 3  | 6  | 23–20   | +3  | 27 |              |
| 7.  | Pachuca             | 17 | 7  | 4  | 6  | 20–18   | +2  | 25 |              |
| 8.  | Pumas               | 17 | 6  | 6  | 5  | 24–20   | +4  | 24 |              |
| 9.  | Santos Laguna (KGY) | 17 | 5  | 8  | 4  | 23–24   | −1  | 23 |              |
| 10. | León                | 17 | 7  | 1  | 9  | 29–27   | +2  | 22 |              |
| 11. | Tijuana             | 17 | 4  | 9  | 4  | 21–19   | +2  | 21 |              |
| 12. | Querétaro           | 17 | 6  | 3  | 8  | 23–22   | +1  | 21 |              |
| 13. | Cruz Azul           | 17 | 5  | 6  | 6  | 16–15   | +1  | 21 |              |
| 14. | Leones Negros       | 17 | 3  | 8  | 6  | 10–16   | −6  | 17 |              |
| 15. | Puebla              | 17 | 2  | 10 | 5  | 15–21   | −6  | 16 |              |
| 16. | Guadalajara         | 17 | 3  | 7  | 7  | 13–20   | −7  | 16 |              |
| 17. | Veracruz            | 17 | 3  | 6  | 8  | 8–15    | −7  | 15 |              |
| 18. | Morelia             | 17 | 2  | 4  | 11 | 16–34   | −18 | 10 |              |

Utolsó frissítés: 2014. november 23. 
Forrás: A bajnokság hivatalos honlapja 
A rangsorolás alapszabályai: 1. összpontszám, 2. egymás elleni eredmények összpontszáma, 3. gólkülönbség, 4. szerzett gólok száma.
(B): Bajnokcsapat, (K): Kieső csapat, (F): Feljutó csapat, (I): Kupainduló, (R): A rájátszás győztese, (KGY): Kupagyőztes

## Rájátszás
A döntő kivételével az a szabály, hogy ha a két meccs összesítve döntetlen, és az idegenbeli gól is egyenlő, akkor nincs hosszabbítás és tizenegyespárbaj, hanem az a csapat jut tovább, amelyik az alapszakaszban jobb helyen végzett.
A negyeddöntők első mérkőzéseit november 26-án és 27-én, a visszavágókat 29-én és 30-án játszották, az elődöntőkre december 4-én és 7-én került sor. A döntő első mérkőzése december 11-én, a visszavágó 14-én volt.
|  | Negyeddöntők | Negyeddöntők | Negyeddöntők | Negyeddöntők | Negyeddöntők |   |         | Elődöntők | Elődöntők | Elődöntők | Elődöntők | Elődöntők |  |  | Döntő | Döntő | Döntő | Döntő | Döntő |  |
|  |              |              |              |              |              |   |         |           |           |           |           |           |  |  |       |       |       |       |       |  |
|  | Pumas        | Pumas        | 1            | 0            | 1            |   |         |           |           |           |           |           |  |  |       |       |       |       |       |  |
|  | Pumas        | Pumas        | 1            | 0            | 1            |   |         |           |           |           |           |           |  |  |       |       |       |       |       |  |
|  | América      | América      | 0            | 1            | 1            |   |         |           |           |           |           |           |  |  |       |       |       |       |       |  |
|  | América      | América      | 0            | 1            | 1            |   | América | América   | 3         | 0         | 3         |           |  |  |       |       |       |       |       |  |
|  |              |              |              |              |              |   | América | América   | 3         | 0         | 3         |           |  |  |       |       |       |       |       |  |
|  |              |              | Monterrey    | Monterrey    | 0            | 0 | 0       |           |           |           |           |           |  |  |       |       |       |       |       |  |
|  | Monterrey    | Monterrey    | Monterrey    | Monterrey    | 0            | 0 | 0       | 0         | 2         | 2         |           |           |  |  |       |       |       |       |       |  |
|  | Monterrey    | Monterrey    |              |              |              |   |         |           |           | 2         |           |           |  |  |       |       |       |       |       |  |
|  | Atlas        | Atlas        | 1            | 0            | 1            |   |         |           |           |           |           |           |  |  |       |       |       |       |       |  |
|  | Atlas        | Atlas        | 1            | 0            | 1            |   | América | América   | 0         | 3         | 3         |           |  |  |       |       |       |       |       |  |
|  |              |              |              |              |              |   |         |           |           |           |           |           |  |  |       |       |       |       |       |  |
|  |              |              | Tigres       | Tigres       | 1            | 0 | 1       |           |           |           |           |           |  |  |       |       |       |       |       |  |
|  | Pachuca      | Pachuca      | Tigres       | Tigres       | 1            | 0 | 1       | 1         | 1         | 2         |           |           |  |  |       |       |       |       |       |  |
|  | Pachuca      | Pachuca      |              |              |              |   |         |           |           | 2         |           |           |  |  |       |       |       |       |       |  |
|  | Tigres       | Tigres       | 1            | 1            | 2            |   |         |           |           |           |           |           |  |  |       |       |       |       |       |  |
|  | Tigres       | Tigres       | 1            | 1            | 2            |   | Tigres  | Tigres    | 0         | 0         | 0         |           |  |  |       |       |       |       |       |  |
|  |              |              |              |              |              |   | Tigres  | Tigres    | 0         | 0         | 0         |           |  |  |       |       |       |       |       |  |
|  |              |              | Toluca       | Toluca       | 0            | 0 | 0       |           |           |           |           |           |  |  |       |       |       |       |       |  |
|  | Chiapas      | Chiapas      | Toluca       | Toluca       | 0            | 0 | 0       | 1         | 1         | 2         |           |           |  |  |       |       |       |       |       |  |
|  | Chiapas      | Chiapas      |              |              |              |   |         |           |           | 2         |           |           |  |  |       |       |       |       |       |  |
|  | Toluca       | Toluca       | 1            | 1            | 2            |   |         |           |           |           |           |           |  |  |       |       |       |       |       |  |

## Együttható-táblázat
Az együttható-táblázat a csapatok (a jelenlegit is beleszámítva) utolsó öt első osztályú szezonjának alapszakaszában elért pontok átlagát tartalmazza négy tizedesre kerekítve, de ha egy csapat időközben volt másodosztályú is, akkor az az előtti időszak eredményei nincsenek benne. Mivel ez a szezon Apertura, ezért nem esik ki egyik csapat sem, de majd a 2015-ös Clausurában ez alapján a táblázat alapján dől el, melyik lesz a kieső csapat.
| Csapat        | Összpontszám | Mérkőzések | Együttható |
| ------------- | ------------ | ---------- | ---------- |
| América       | 156          | 85         | 1,8353     |
| Cruz Azul     | 141          | 85         | 1,6588     |
| Toluca        | 140          | 85         | 1,6471     |
| Santos        | 133          | 85         | 1,5647     |
| Tigres        | 133          | 85         | 1,5647     |
| León          | 124          | 85         | 1,4588     |
| Tijuana       | 121          | 85         | 1,4235     |
| Monterrey     | 116          | 85         | 1,3647     |
| Morelia       | 115          | 85         | 1,3529     |
| Pumas         | 112          | 85         | 1,3176     |
| Atlas         | 108          | 85         | 1,2706     |
| Pachuca       | 107          | 85         | 1,2588     |
| Chiapas       | 107          | 85         | 1,2588     |
| Querétaro     | 107          | 85         | 1,2588     |
| Guadalajara   | 88           | 85         | 1,0353     |
| Veracruz      | 51           | 51         | 1,0000     |
| Puebla        | 85           | 85         | 1,0000     |
| Leones Negros | 17           | 17         | 1,0000     |

## Eredmények

### Alapszakasz

#### Fordulónként

##### 1. forduló
| Dátum (mexikói idő) | Mérkőzés                  | Eredmény |
| ------------------- | ------------------------- | -------- |
| 2014. július 18.    | Querétaro – Pumas         | 1–3      |
| 2014. július 18.    | Tijuana – Puebla          | 0–1      |
| 2014. július 19.    | Veracruz – Santos         | 0–1      |
| 2014. július 19.    | Cruz Azul – Pachuca       | 0–1      |
| 2014. július 19.    | Monterrey – Leones Negros | 3–1      |
| 2014. július 19.    | León – América            | 1–2      |
| 2014. július 19.    | Atlas – Tigres            | 0–0      |
| 2014. július 20.    | Toluca – Morelia          | 0–0      |
| 2014. július 20.    | Guadalajara – Chiapas     | 1–1      |

##### 2. forduló
| Dátum (mexikói idő) | Mérkőzés                  | Eredmény |
| ------------------- | ------------------------- | -------- |
| 2014. július 25.    | Morelia – Atlas           | 0–2      |
| 2014. július 25.    | Santos – Cruz Azul        | 1–1      |
| 2014. július 26.    | América – Tijuana         | 2–1      |
| 2014. július 26.    | Puebla – Veracruz         | 0–0      |
| 2014. július 26.    | Tigres – León             | 4–2      |
| 2014. július 26.    | Pachuca – Monterrey       | 0–1      |
| 2014. július 26.    | Chiapas – Toluca          | 2–1      |
| 2014. július 27.    | Pumas – Guadalajara       | 0–1      |
| 2014. július 27.    | Leones Negros – Querétaro | 0–1      |

##### 3. forduló
| Dátum (mexikói idő) | Mérkőzés                    | Eredmény |
| ------------------- | --------------------------- | -------- |
| 2014. augusztus 1.  | Querétaro – Pachuca         | 2–0      |
| 2014. augusztus 1.  | Tijuana – Tigres            | 1–1      |
| 2014. augusztus 2.  | Cruz Azul – Veracruz        | 0–0      |
| 2014. augusztus 2.  | Puebla – América            | 0–4      |
| 2014. augusztus 2.  | Monterrey – Santos          | 0–0      |
| 2014. augusztus 2.  | León – Morelia              | 4–0      |
| 2014. augusztus 2.  | Atlas – Chiapas             | 4–2      |
| 2014. augusztus 3.  | Toluca – Pumas              | 2–1      |
| 2014. szeptember 7. | Guadalaraja – Leones Negros | 3–0      |

##### 4. forduló
| Dátum (mexikói idő) | Mérkőzés               | Eredmény |
| ------------------- | ---------------------- | -------- |
| 2014. augusztus 8.  | Morelia – Tijuana      | 0–0      |
| 2014. augusztus 8.  | Veracruz – Monterrey   | 2–1      |
| 2014. augusztus 9.  | Cruz Azul – Puebla     | 1–0      |
| 2014. augusztus 9.  | Tigres – América       | 0–2      |
| 2014. augusztus 9.  | Santos – Querétaro     | 2–3      |
| 2014. augusztus 9.  | Pachuca – Guadalajara  | 3–0      |
| 2014. augusztus 9.  | Chiapas – León         | 3–2      |
| 2014. augusztus 10. | Pumas – Atlas          | 0–1      |
| 2014. augusztus 10. | Leones Negros – Toluca | 0–0      |

##### 5. forduló
| Dátum (mexikói idő) | Mérkőzés              | Eredmény |
| ------------------- | --------------------- | -------- |
| 2014. augusztus 14. | León – Pumas          | 2–1      |
| 2014. augusztus 15. | Querétaro – Veracruz  | 0–0      |
| 2014. augusztus 15. | Tijuana – Chiapas     | 2–1      |
| 2014. augusztus 16. | América – Morelia     | 3–2      |
| 2014. augusztus 16. | Puebla – Tigres       | 1–1      |
| 2014. augusztus 16. | Monterrey – Cruz Azul | 3–1      |
| 2014. augusztus 16. | Atlas – Leones Negros | 1–0      |
| 2014. augusztus 17. | Toluca – Pachuca      | 3–0      |
| 2014. augusztus 17. | Guadalajara – Santos  | 0–1      |

##### 6. forduló
| Dátum (mexikói idő) | Mérkőzés               | Eredmény |
| ------------------- | ---------------------- | -------- |
| 2014. augusztus 22. | Morelia – Tigres       | 1–5      |
| 2014. augusztus 22. | Santos – Toluca        | 3–0      |
| 2014. augusztus 23. | Cruz Azul – Querétaro  | 2–1      |
| 2014. augusztus 23. | Veracruz – Guadalajara | 0–0      |
| 2014. augusztus 23. | Monterrey – Puebla     | 1–0      |
| 2014. augusztus 23. | Pachuca – Atlas        | 3–1      |
| 2014. augusztus 23. | Chiapas – América      | 0–0      |
| 2014. augusztus 24. | Pumas – Tijuana        | 1–1      |
| 2014. augusztus 24. | Leones Negros – León   | 1–0      |

##### 7. forduló
| Dátum (mexikói idő) | Mérkőzés                | Eredmény |
| ------------------- | ----------------------- | -------- |
| 2014. augusztus 29. | Querétaro – Monterrey   | 0–1      |
| 2014. augusztus 29. | Tijuana – Leones Negros | 1–1      |
| 2014. augusztus 30. | América – Pumas         | 0–1      |
| 2014. augusztus 30. | Puebla – Morelia        | 3–2      |
| 2014. augusztus 30. | Tigres – Chiapas        | 0–2      |
| 2014. augusztus 30. | León – Pachuca          | 1–2      |
| 2014. augusztus 30. | Atlas – Santos          | 1–1      |
| 2014. augusztus 31. | Toluca – Veracruz       | 2–1      |
| 2014. augusztus 31. | Guadalajara – Cruz Azul | 0–0      |

##### 8. forduló
| Dátum (mexikói idő)                  | Mérkőzés                | Eredmény |
| ------------------------------------ | ----------------------- | -------- |
| 2014. szeptember 12.                 | Querétaro – Puebla      | 1–1      |
| 2014. szeptember 12.                 | Veracruz – Atlas        | 1–1      |
| 2014. szeptember 12.                 | Santos – León           | 2–0      |
| 2014. szeptember 13.                 | Cruz Azul – Toluca      | 1–2      |
| 2014. november 15. (halasztás miatt) | Monterrey – Guadalajara | 1–0      |
| 2014. szeptember 13.                 | Pachuca – Tijuana       | 1–1      |
| 2014. szeptember 13.                 | Leones Negros – América | 0–0      |
| 2014. szeptember 13.                 | Chiapas – Morelia       | 1–1      |
| 2014. szeptember 14.                 | Pumas – Tigres          | 2–2      |

##### 9. forduló
| Dátum (mexikói idő)  | Mérkőzés                | Eredmény |
| -------------------- | ----------------------- | -------- |
| 2014. szeptember 19. | Tijuana – Santos        | 4–1      |
| 2014. szeptember 19. | Morelia – Pumas         | 2–3      |
| 2014. szeptember 20. | América – Pachuca       | 2–1      |
| 2014. szeptember 20. | Puebla – Chiapas        | 1–1      |
| 2014. szeptember 20. | Tigres – Leones Negros  | 1–0      |
| 2014. szeptember 20. | León – Veracruz         | 3–1      |
| 2014. szeptember 20. | Atlas – Cruz Azul       | 2–1      |
| 2014. szeptember 21. | Toluca – Monterrey      | 1–0      |
| 2014. szeptember 21. | Guadalajara – Querétaro | 1–4      |

##### 10. forduló
| Dátum (mexikói idő)  | Mérkőzés                | Eredmény |
| -------------------- | ----------------------- | -------- |
| 2014. szeptember 26. | Veracruz – Tijuana      | 1–0      |
| 2014. szeptember 26. | Querétaro – Toluca      | 1–1      |
| 2014. szeptember 26. | Santos – América        | 1–4      |
| 2014. szeptember 27. | Cruz Azul – León        | 1–0      |
| 2014. szeptember 27. | Monterrey – Atlas       | 2–1      |
| 2014. szeptember 27. | Pachuca – Tigres        | 2–3      |
| 2014. szeptember 27. | Leones Negros – Morelia | 1–2      |
| 2014. szeptember 28. | Pumas – Chiapas         | 2–2      |
| 2014. szeptember 28. | Guadalajara – Puebla    | 0–0      |

##### 11. forduló
| Dátum (mexikói idő)  | Mérkőzés                | Eredmény |
| -------------------- | ----------------------- | -------- |
| 2014. szeptember 30. | León – Monterrey        | 1–3      |
| 2014. szeptember 30. | Atlas – Querétaro       | 2–1      |
| 2014. szeptember 30. | Tigres – Santos         | 1–1      |
| 2014. október 1.     | Puebla – Pumas          | 1–2      |
| 2014. október 1.     | Tijuana – Cruz Azul     | 0–0      |
| 2014. október 1.     | América – Veracruz      | 2–0      |
| 2014. október 1.     | Morelia – Pachuca       | 0–1      |
| 2014. október 1.     | Chiapas – Leones Negros | 1–1      |
| 2014. október 2.     | Toluca – Guadalajara    | 3–1      |

##### 12. forduló
| Dátum (mexikói idő) | Mérkőzés              | Eredmény |
| ------------------- | --------------------- | -------- |
| 2014. október 3.    | Querétaro – León      | 1–2      |
| 2014. október 4.    | Cruz Azul – América   | 4–0      |
| 2014. október 4.    | Veracruz – Tigres     | 0–1      |
| 2014. október 4.    | Monterrey – Tijuana   | 1–1      |
| 2014. október 4.    | Santos – Morelia      | 2–2      |
| 2014. október 4.    | Pachuca – Chiapas     | 2–0      |
| 2014. október 4.    | Leones Negros – Pumas | 1–0      |
| 2014. október 5.    | Toluca – Puebla       | 1–1      |
| 2014. október 5.    | Guadalajara – Atlas   | 0–1      |

##### 13. forduló
| Dátum (mexikói idő) | Mérkőzés               | Eredmény |
| ------------------- | ---------------------- | -------- |
| 2014. október 17.   | Tijuana – Querétaro    | 2–1      |
| 2014. október 17.   | Morelia – Veracruz     | 0–1      |
| 2014. október 18.   | Puebla – Leones Negros | 1–1      |
| 2014. október 18.   | América – Monterrey    | 2–0      |
| 2014. október 18.   | Tigres – Cruz Azul     | 1–0      |
| 2014. október 18.   | León – Guadalajara     | 2–1      |
| 2014. október 18.   | Chiapas – Santos       | 2–0      |
| 2014. október 18.   | Atlas – Toluca         | 0–2      |
| 2014. október 19.   | Pumas – Pachuca        | 1–1      |

##### 14. forduló
| Dátum (mexikói idő) | Mérkőzés                | Eredmény |
| ------------------- | ----------------------- | -------- |
| 2014. október 24.   | Querétaro – América     | 3–2      |
| 2014. október 24.   | Santos – Pumas          | 1–1      |
| 2014. október 25.   | Cruz Azul – Morelia     | 3–1      |
| 2014. október 25.   | Veracruz – Chiapas      | 1–2      |
| 2014. október 25.   | Monterrey – Tigres      | 2–2      |
| 2014. október 25.   | Pachuca – Leones Negros | 0–0      |
| 2014. október 25.   | Atlas – Puebla          | 2–1      |
| 2014. október 26.   | Toluca – León           | 2–3      |
| 2014. október 26.   | Guadalajara – Tijuana   | 3–3      |

##### 15. forduló
| Dátum (mexikói idő) | Mérkőzés               | Eredmény |
| ------------------- | ---------------------- | -------- |
| 2014. október 31.   | Morelia – Monterrey    | 2–1      |
| 2014. október 31.   | Tijuana – Toluca       | 0–1      |
| 2014. november 1.   | América – Guadalajara  | 0–0      |
| 2014. november 1.   | Puebla – Pachuca       | 1–1      |
| 2014. november 1.   | Tigres – Querétaro     | 1–0      |
| 2014. november 1.   | León – Atlas           | 4–0      |
| 2014. november 1.   | Chiapas – Cruz Azul    | 0–0      |
| 2014. november 1.   | Leones Negros – Santos | 1–1      |
| 2014. november 2.   | Pumas – Veracruz       | 0–0      |

##### 16. forduló
| Dátum (mexikói idő) | Mérkőzés                 | Eredmény |
| ------------------- | ------------------------ | -------- |
| 2014. november 7.   | Querétaro – Morelia      | 2–0      |
| 2014. november 7.   | Santos – Pachuca         | 2–1      |
| 2014. november 8.   | Cruz Azul – Pumas        | 0–2      |
| 2014. november 8.   | Veracruz – Leones Negros | 0–1      |
| 2014. november 8.   | Monterrey – Chiapas      | 1–2      |
| 2014. november 8.   | León – Puebla            | 0–0      |
| 2014. november 8.   | Atlas – Tijuana          | 1–1      |
| 2014. november 9.   | Toluca – América         | 2–2      |
| 2014. november 9.   | Guadalajara – Tigres     | 0–0      |

##### 17. forduló
| Dátum (mexikói idő) | Mérkőzés                  | Eredmény |
| ------------------- | ------------------------- | -------- |
| 2014. november 21.  | Morelia – Guadalajara     | 1–2      |
| 2014. november 21.  | Tijuana – León            | 3–2      |
| 2014. november 22.  | Puebla – Santos           | 3–3      |
| 2014. november 22.  | América – Atlas           | 1–2      |
| 2014. november 22.  | Leones Negros – Cruz Azul | 1–1      |
| 2014. november 22.  | Tigres – Toluca           | 2–1      |
| 2014. november 22.  | Pachuca – Veracruz        | 1–0      |
| 2014. november 22.  | Chiapas – Querétaro       | 2–1      |
| 2014. november 23.  | Pumas – Monterrey         | 4–2      |

#### Kereszttábla
| Hazai \ Vendég1 | AMÉ | ATL | CHI | CRZ | GUA | LEÓ | LEN | MTY | MOR | PAC | PUE | PUM | QUE | SAN | TIG | TIJ | TOL | VER |
| América         |     | 1–2 |     |     | 0–0 |     |     | 2–0 | 3–2 | 2–1 |     | 0–1 |     |     |     | 2–1 |     | 2–0 |
| Atlas           |     |     | 4–2 | 2–1 |     |     | 1–0 |     |     |     | 2–1 |     | 2–1 | 1–1 | 0–0 | 1–1 | 0–2 |     |
| Chiapas         | 0–0 |     |     | 0–0 |     | 3–2 | 1–1 |     | 1–1 |     |     |     | 2–1 | 2–0 |     |     | 2–1 |     |
| Cruz Azul       | 4–0 |     |     |     |     | 1–0 |     |     | 3–1 | 0–1 | 1–0 | 0–2 | 2–1 |     |     |     | 1–2 | 0–0 |
| Guadalajara     |     | 0–1 | 1–1 | 0–0 |     |     | 3–0 |     |     |     | 0–0 |     | 1–4 | 0–1 | 0–0 | 3–3 |     |     |
| León            | 1–2 | 4–0 |     |     | 2–1 |     |     | 1–3 | 4–0 | 1–2 | 0–0 | 2–1 |     |     |     |     |     | 3–1 |
| Leones Negros   | 0–0 |     |     | 1–1 |     | 1–0 |     |     | 1–2 |     |     | 1–0 | 0–1 | 1–1 |     |     | 0–0 |     |
| Monterrey       |     | 2–1 | 1–2 | 3–1 | 1–0 |     | 3–1 |     |     |     | 1–0 |     |     | 0–0 | 2–2 | 1–1 |     |     |
| Morelia         |     | 0–2 |     |     | 1–2 |     |     | 2–1 |     | 0–1 |     | 2–3 |     |     | 1–5 | 0–0 |     | 0–1 |
| Pachuca         |     | 3–1 | 2–0 |     | 3–0 |     | 0–0 | 0–1 |     |     |     |     |     |     | 2–3 | 1–1 |     | 1–0 |
| Puebla          | 0–4 |     | 1–1 |     |     |     | 1–1 |     | 3–2 | 1–1 |     | 1–2 |     | 3–3 | 1–1 |     |     | 0–0 |
| Pumas           |     | 0–1 | 2–2 |     | 0–1 |     |     | 4–2 |     | 1–1 |     |     |     |     | 2–2 | 1–1 |     | 0–0 |
| Querétaro       | 3–2 |     |     |     |     | 1–2 |     | 0–1 | 2–0 | 2–0 | 1–1 | 1–3 |     |     |     |     | 1–1 | 0–0 |
| Santos          | 1–4 |     |     | 1–1 |     | 2–0 |     |     | 2–2 | 2–1 |     | 1–1 | 2–3 |     |     |     | 3–0 |     |
| Tigres          | 0–2 |     | 0–2 | 1–0 |     | 4–2 | 1–0 |     |     |     |     |     | 1–0 | 1–1 |     |     | 2–1 |     |
| Tijuana         |     |     | 2–1 | 0–0 |     | 3–2 | 1–1 |     |     |     | 0–1 |     | 2–1 | 4–1 | 1–1 |     | 0–1 |     |
| Toluca          | 2–2 |     |     |     | 3–1 | 2–3 |     | 1–0 | 0–0 | 3–0 | 1–1 | 2–1 |     |     |     |     |     | 2–1 |
| Veracruz        |     | 1–1 | 1–2 |     | 0–0 |     | 0–1 | 2–1 |     |     |     |     |     | 0–1 | 0–1 | 1–0 |     |     |

Utolsó felvett mérkőzés dátuma: 2014. november 22. 
Forrás: A bajnokság hivatalos honlapja 
1A hazai csapatok a bal oldali oszlopban szerepelnek.
Színek: Zöld = hazai győzelem; Sárga = döntetlen; Piros = vendéggyőzelem.
 

## Góllövőlista
Az alábbi lista a legalább 4 gólt szerző játékosokat tartalmazza.
- 12 gólos:
  -  Mauro Boselli (León)
  -  Camilo Sanvezzo (Querétaro)
  -  Dorlan Pabón (Monterrey)
- 9 gólos:
  -  Oribe Peralta (América)
  -  Ariel Nahuelpán (Pachuca)
  -  Eduardo Herrera (Pumas)
  -  Darío Benedetto (Tijuana)
- 8 gólos:
  -  Pablo Velázquez (Toluca)
- 7 gólos:
  -  Emiliano Armenteros (Chiapas)
- 6 gólos:
  -  Miguel Layún (América)
  -  Javier Orozco (Santos)
  -  Andrés Rentería (Santos)
- 5 gólos:
  -  Carlos Alberto Peña (León)
  -  Matías Alustiza (Pachuca)
  -  Ismael Sosa (Pumas)
  -  Anselmo Vendrechovski Júnior (Tigres)
  -  Joffre Guerrón (Tigres)
  -  Alfredo Moreno (Tijuana)
  -  Paulo César da Silva (Toluca)
- 4 gólos:
  -  Raúl Jiménez (América)
  -  Pablo César Aguilar (América)
  -  Arturo González (Atlas)
  -  Matías Vuoso (Chiapas)
  -  Mariano Pavone (Cruz Azul)
  -  Omar Bravo (Guadalajara)
  -  Fidel Martínez (Leones Negros)
  -  David Depetris (Morelia)
  -  Hirving Lozano (Pachuca)
  -  Luis Miguel Noriega (Puebla)
  -  Édgar Gerardo Lugo (Tigres)
  -  Daniel Alberto Villalva (Veracruz)

## Sportszerűségi táblázat
A következő táblázat a csapatok játékosai által az alapszakasz során kapott lapokat tartalmazza. Egy kiállítást nem érő sárga lapért 1, egy kiállításért 3 pont jár. A csapatok növekvő pontsorrendben szerepelnek, így az első helyezett a legsportszerűbb közülük. Ha több csapat pontszáma, gólkülönbsége, összes és idegenben rúgott góljainak száma és a klubok együtthatója is egyenlő, egymás elleni eredményük pedig döntetlen, akkor helyezésüket a sportszerűségi táblázat alapján döntik el.
| Csapat           | Sárga lap | sárga lap · 2. sárga lap · kiállítva | kiállítva | Pontszám |
| ---------------- | --------- | ------------------------------------ | --------- | -------- |
| Tigres           | 35        | 2                                    | 0         | 41       |
| Leones Negros    | 35        | 1                                    | 1         | 41       |
| Toluca           | 36        | 1                                    | 1         | 42       |
| Atlas            | 33        | 2                                    | 1         | 42       |
| Chiapas Jaguar   | 36        | 0                                    | 2         | 42       |
| Tijuana          | 40        | 1                                    | 0         | 43       |
| Veracruz         | 34        | 1                                    | 2         | 43       |
| Pachuca          | 29        | 4                                    | 1         | 44       |
| Pumas            | 38        | 1                                    | 1         | 44       |
| Santos Laguna    | 36        | 3                                    | 0         | 45       |
| Monterrey        | 43        | 0                                    | 1         | 46       |
| Puebla           | 38        | 1                                    | 2         | 47       |
| Cruz Azul        | 33        | 2                                    | 3         | 48       |
| CD Guadalajara   | 34        | 2                                    | 3         | 49       |
| Monarcas Morelia | 46        | 1                                    | 1         | 52       |
| Querétaro        | 36        | 4                                    | 2         | 54       |
| León             | 37        | 5                                    | 1         | 55       |
| América          | 54        | 1                                    | 0         | 57       |